# Zé Caradípia
José Luiz Fernandes, conhecido como Zé Caradípia (Canoas, 19 de fevereiro de 1956) é um músico brasileiro. É cantor, violonista e compositor.

## Biografia
Iniciou sua carreira em Porto Alegre em 1976, fazendo parte do grupo Cordas & Rimas. Desde então participou de vários eventos culturais, festivais de música, feiras e mostras musicais pelo Brasil e exterior. 
Em 1995 gravou seu primeiro CD, Onda Forte, financiado pelo Fumproarte. Em 2001 lançou Retina da Alma, gravado ao vivo no Teatro Renascença. Sua composição Asa Morena foi gravada por Zizi Possi e foi considerada como uma das 100 músicas mais populares do século XX no Brasil.
Em 2003 lançou o CD Pintando Falas, ano em que recebeu o Prêmio Açorianos de Música na categoria compositor de MPB.  Em 2009 gravou o seu primeiro DVD, intitulado Armadilha Zen.
Em 2019, sua canção Brasil Quilombo, em parceria com Luis Mauro Vianna, foi gravada por Glau Barros no seu disco de mesmo nome, Brasil Quilombo.

## Prêmios e indicações

### Prêmio Açorianos
| Ano  | Categoria         | Indicação      | Resultado |
| ---- | ----------------- | -------------- | --------- |
| 1996 | Compositor        | Zé Caradípia   | Indicado  |
| 2003 | Compositor de MPB | Zé Caradípia   | Venceu    |
| 2003 | Intérprete de MPB | Zé Caradípia   | Indicado  |
| 2003 | Disco de MPB      | Pintando Falas | Indicado  |